# 日落症候群
日落症候群是部分老人癡呆症或阿茲海默症患者的其中一種病徵，發病率由一成至三成不等，患者一到日落、傍晚時刻，就開始出現焦躁、躁動、幻覺等多种精神和行为问题。日落症候群的成因至今未明，部分學者推斷因為黃昏時間光線較昏暗，較易產生混亂情況。日落现象似乎更经常发生在阿尔茨海默症的中期阶段，患者一般能够理解这种行为模式的不正常。随着患者痴呆症的恶化，日落现象似乎会逐渐消失。研究表明，20-45%的阿尔茨海默症患者会出现某种日落症候群病症的情况。